# 헌종가례진하도 병풍 (보물 제733-2호)
헌종가례진하도 병풍(憲宗嘉禮陳賀圖 屛風)은 대한민국 경기도 용인시 기흥구, 경기도박물관에 있는 조선시대의 병풍이다. 2011년 11월 1일 대한민국의 보물 제733-2호로 지정되었다.

## 지정 사유
이 8폭 병풍은 1844년(헌종 10년)조선조 제24대 왕인 헌종(1827～1849,재위 1834～ 1849)이 효정왕후와 가례(嘉禮)를 치른 후 진하(進賀, 나라에 경사가 있을 때에 벼슬아치들이 조정에 모여 임금에게 축하를 올리던 일) 장면을 그린 궁중기록화이다. 8세에 즉위한 헌종은 정비였던 효현왕후(1828～1843)가 죽자 이듬해 10월 18일 홍재룡의 딸을 계비 효정왕후로 책봉하였으며, 21일 친영례(親迎禮, 신랑이 신부를 맞이하는 의식)와 동뢰연(同牢宴, 신랑과 신부가 술잔을 서로 나누는 잔치)을 거행하였다. <헌종가례진하도병풍>은 총 8첩으로 구성되어 있다.
제1첩에는 예문관 제학 조병구(趙秉龜, 1801~1845)가 지어올린 ‘가례후진하교시시반교문’(嘉禮後陳賀敎是時頒敎文)이 쓰여 있다.
제2첩에서 7첩까지 여섯 폭에는 창덕궁 인정전을 배경을 하여 진하례가 그려져 있다. 효정왕후의 책봉, 가례, 진하는 실제로는 모두 경희궁에서 치러졌으므로, 이 그림은 사실과 부합되지 않지만, 19세기 진하도병에서는 실제 장소와 상관없이 항상 창덕궁 인정전을 배경으로 진하례를 그렸다. 따라서 이 병풍에서도 창덕궁 인정전을 비롯한 크고 작은 전각이 산수, 수목, 인마들과 함께 질서정연하면서도 호화롭게 묘사된 가운데, 문무백관들이 질서정연하게 집결되어 있다. 평행사선부감의 형식으로 표현된 궁궐장면은 입체적인 공간을 마련해주고 있으며, 국왕과 국체를 상징하는 의장이 총동원된 진하 장면은 조선왕실문화의 위엄과 화려한 분위기를 그대로 재현해 주고 있다.
제8첩에는 선전관청의 관원으로 이루어진 선전관좌목이 보인다. 절충장군 선전관 윤명검(尹明儉, 1779~?), 이희경(李熙庚, 1790~?)을 비롯하여 모두 25명 관원들의 품계, 관직명, 생년, 과거급제년, 본관 등이 기록되어 있다. 좌목으로 보아 이 병풍은 선전관들이 주도하여 헌종가례 및 진하를 기념하여 제작된 선전관청의 계병이라 할 수 있으며, 관행상 좌목에 들어 있는 선전관원 전원에게 모두 나누어 주었을 것으로 추정된다.
극세필에다 진채로 이루어진 대폭의 가례도는 회화사 면에서도 주목할 만한 가치를 지니고 있지만, 동시에 167년 전의 궁중혼례모습을 생생하게 엿볼 수 있는 귀중한 역사자료라고 말할 수 있다.
<헌종가례진하도병풍>과 같은 내용의 그림이 동아대학교박물관(1982년 보물 제733호로 지정)과 국립중앙박물관에도 각각 1점씩 소장되어 있다. 이들 세 병풍은 밑그림에서 약간씩 차이를 보이며, 각종 의장물이나 인물의 복식과 포치,그리고 등장인물들의 수효도 상이하다. 그러나 전체적인 표현 양식은 거의 같아서 제작 시기는 거의 같은 무렵으로 생각된다.

## 문화재 지정 가치
경기도박물관 소장 <헌종가례계진하도병풍>은 조선후기의 왕실의 주요행사인 가례와 관련된 귀중한 자료이다. 동시기에 제작된 궁중행사도 계병들과 비교하면 예술적 완성도 면에서 약간 뒤지지만, 기 지정된 보물 제733호에 비교해 볼 때 같은 필치와 화풍을 보여주며, 상태는 오히려 보다 양호한 편이다. 따라서 국가지정문화재로서의 가치는 있다고 본다.

## 같이 보기
- 헌종
- 헌종가례진하도 병풍 (보물 제733-1호) : 부산 동아대학교 박물관 소장

## 참고 자료
- 헌종가례진하도 병풍 - 국가유산청 국가유산포털